# Eberbach-Seltz
Eberbach-Seltz là một xã thuộc tỉnh Bas-Rhin trong vùng Grand Est đông bắc Pháp.